# マルコ・マルティン
マルコ・マルティン（Markko Märtin、1975年11月10日 - ）は、エストニア・タルトゥ県出身の元ラリードライバー。

## 略歴

### 下積み時代
エストニア・タルトゥにて、ラリー大会に出場経験のある父の元に生まれる。1994年にラリーデビュー。世界ラリー選手権 (WRC) には1997年に中古のトヨタ・セリカST185で参戦を始め、1999年は序盤から中盤まで、スポンサーから得た資金で購入したフォード・エスコートWRCで走り続けた。
活動のターニングポイントとなったのは1999年の中盤。トヨタ・チーム・ヨーロッパ (TTE) とワークス契約を交わし、ワークススペックのトヨタ・カローラWRCを与えられる。しかし、トヨタが1999年一杯でWRCからの撤退を発表したため、翌年から再びプライベート参戦を余儀なくされる。

### ワークス・チームへ移籍
2000年からは、イギリス人コ・ドライバー、マイケル・パークと組み、カローラWRCで引き続きWRC参戦を継続。その年の8月に、スバルとワークス契約を交わした。当初、同時期に契約を結んだペター・ソルベルグとのジョイントナンバー2扱いとみられたが、2001年シーズンが始まると、開幕戦のモンテカルロ以降一度もワークスノミネートされることはなく、フル参戦の契約にもかかわらずシーズン途中には欠場することもあった。結果的にソルベルグを優遇した扱いに不満を爆発させ、シーズン中にフル参戦を条件にフォードと契約を交わした。
2002年から、フォードのワークスチームに移籍。念願のフル参戦が叶い、その年のベストリザルトは、ソルベルグとの接戦の末に掴んだ最終戦のグレートブリテンでの2位だった。

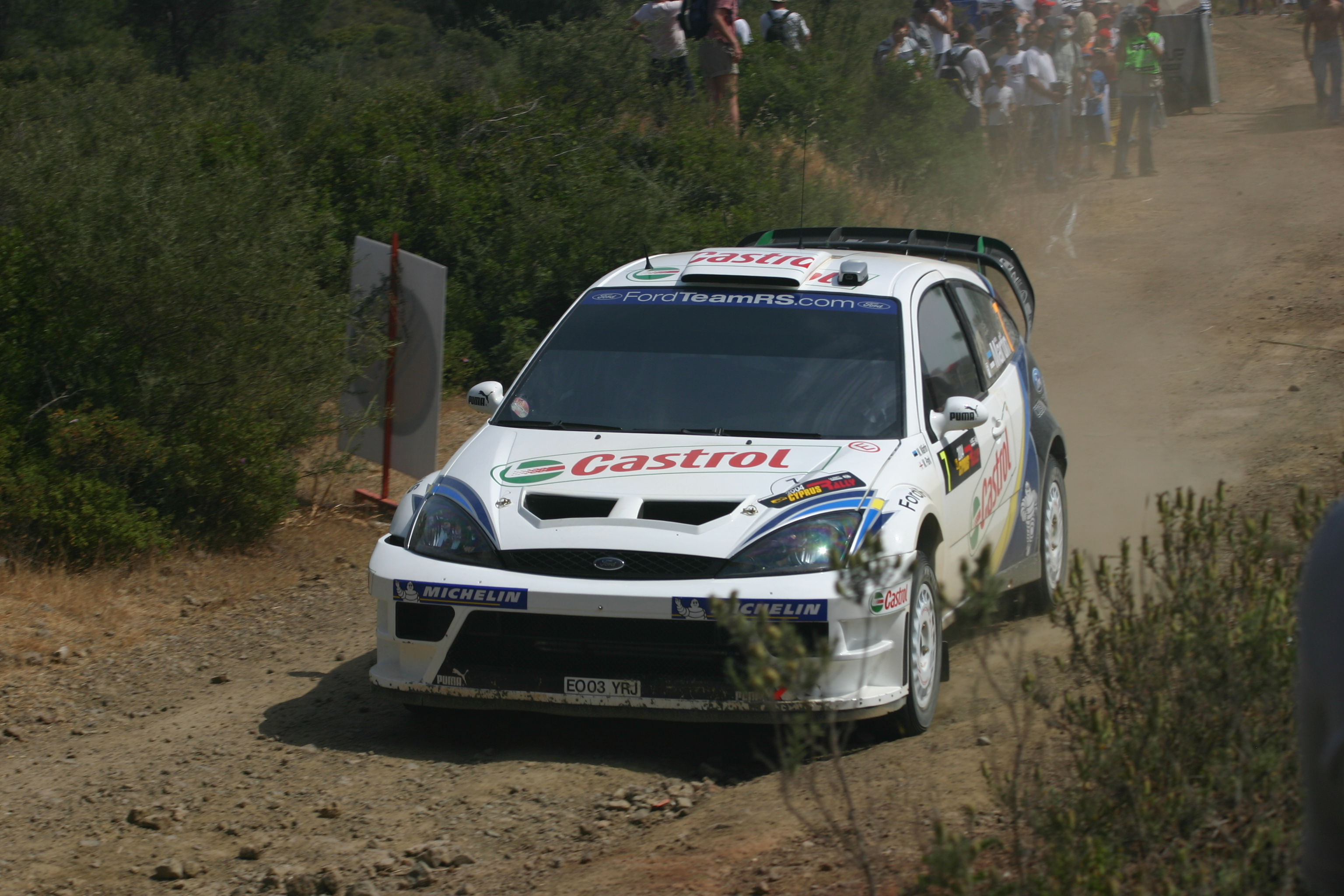
ラリー・キプロス2004にて

フォードのWRC活動予算の削減で、コリン・マクレー、カルロス・サインツらが去ると、2003年からフォードのエースを務める。前年のフル参戦でめきめきと頭角を表していたが、ライバルよりもパフォーマンスの劣るマシンが祟り序盤は低迷した。だが、スバルから移籍してきたクリスチャン・ロリオーが手がけたフォード・フォーカスWRC03を得ると、持てる速さを遺憾なく発揮。アクロポリスで待望の初優勝を飾ると、フィンランドではマーカス・グロンホルムとの死闘の末に勝利を掴み取った。この年の活躍により、ソルベルグやセバスチャン・ローブと並んでWRC若手御三家と称され、将来のチャンピオン候補と言われた。しかしローブ、ソルベルグが最終戦までチャンピオン争いを展開したのとは対照的に、マルティンは新型フォーカスの信頼性の低さに何度も泣かされ、シーズン途中でタイトル争いから脱落してしまった。
2004年は、序盤戦はメキシコでの勝利を含め上位の成績を残し、一時ランキングトップに立つも、アクロポリスからアルゼンチンで3戦連続ノーポイント。特にアルゼンチンではジャンプの着地で路肩に乗り上げ、マシンが全損する大クラッシュを演じた。そして次戦フィンランドで久々に2位に入るも、この頃から経営不振に陥ったフォード本社の影響で、来シーズン以降の参戦危惧が囁かれ始める。だが、マルティンはWRCの中でも特に厳しいラリーといわれるカタルニア、ツール・ド・コルスで見事勝利を挙げ、それによりフォード本社は2005年以降のWRC参戦を決断。フォードのワークスラリー活動継続に大きく貢献した。

### アクシデントと引退

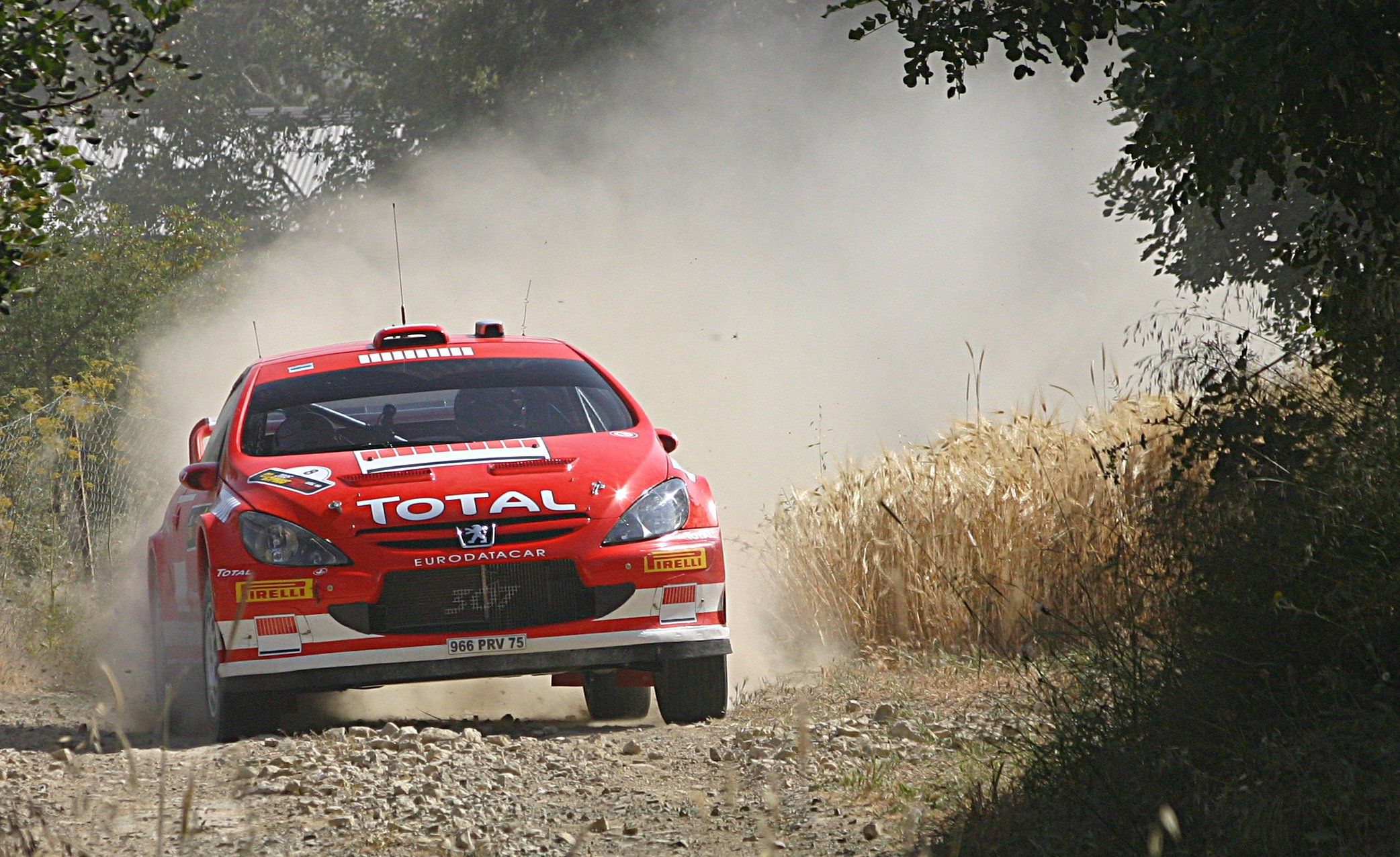
ラリー・キプロス2005にて

2005年からは、フランスの大メーカー、プジョーに移籍するが、前年から投入された307WRCの挙動に馴染めず苦戦。フィンランドから投入されたプログレッシブ・ダンパーがドライビングにマッチし3位に入り、第11戦ラリー・ドイチュラント終了時点で全ドライバーで唯一すべてのラリーでポイントを獲得する安定感を見せたものの、フォード時代に見せた速さは影を潜めてしまう。
その不調のなか、不幸な出来事が襲う。2005年9月18日のラリーGBレグ3、序盤のSSの左コーナーでクラッシュ。不運なことに、そのコーナー側にあった立ち木が助手席側にめりこむ形でマシンはストップ。この事故によって、全幅の信頼を置いていたコ・ドライバーのマイケル・パークが亡くなってしまう。この出来事によって、ラリーGB以降の参戦を見合わせ、その年の終盤、正式にWRC引退を表明した。ラリーGBでのアクシデントが原因かと囁かれたが、後のインタビューでWRCにおけるドライバーのコスト的負担や、運営がスポンサー寄りになりつつある風潮に嫌気がさし、30歳を区切りとして引退するつもりでいたと明かした。
引退後、ラリー界に関わることはないとコメントしていたが、2008年から再起を狙う古巣スバルに復帰し、インプレッサWRC2008の開発に携わる。スバルのWRC撤退後はフォードでフォーカスWRCとフィエスタS2000およびフィエスタWRCの開発に関与し、また2010年9月にはミニ・ジョン クーパー ワークス WRCのテストにも参加した。
一方で個人所有のラリーチーム「MMモータースポーツ」を結成し、エストニア・ラリー選手権に若手を送り込んでいる。同チームはトミ・マキネン・レーシングとのジョイントにより勝田貴元・新井大輝の育成にも携わっていた。
母国の後輩オィット・タナックのステップアップも支援し、WRCで名を馳せて以降も彼の個人マネージャーを務めている。またタナックとともにラリーチーム「レッドグレイ」を立ち上げ、ヒョンデのラリー2車両によるワークス活動の運営の一翼を担っていた。しかしタナクがＭスポーツ・フォードへ移籍した2023年にマルティンは株式を売却し、チームから離脱した。
自身は競技生活からは一切離れる予定であったが、近年ポルトガルやエストニアなどのWRCおよびインターコンチネンタル・ラリー・チャレンジ (IRC) 以外のラリーイベントにエントリーするようになった。

## エピソード
- 2003年のラリーGB開催地への移動でリチャード・バーンズの愛車ポルシェ・911 GT3に同乗中、バーンズが運転中に失神を起こし、助手席にいたマルティンの咄嗟の判断で事なきを得た。この時の具体的な状況を、彼は今でも公表することを拒否している。
- 現役時代からマシン開発能力が高く、中でもタイヤの扱い方はライバルよりも群を抜いており、SS終了後の均一に磨耗した前後輪のタイヤは、彼の非凡な才能を物語っていた。